# Fleky
Fleky jsou malá vesnice, část obce Chudenín v okrese Klatovy v Plzeňském kraji. Nachází se asi čtyři kilometry západně od Chudenína. Fleky jsou také název katastrálního území o rozloze 6,77 km². Fleky leží i v katastrálním území Hvězda u Chudenína (jako pozůstatek zaniklé osady Šternov, resp. Sternhof) o rozloze 2,33 km².

## Historie
První písemná zmínka o vesnici pochází z roku 1600.

## Obyvatelstvo
| Rok            | 1869 | 1880 | 1890 | 1900 | 1910 | 1921 | 1930 | 1950 | 1961 | 1970 | 1980 | 1991 | 2001 | 2011 | 2021 |
| -------------- | ---- | ---- | ---- | ---- | ---- | ---- | ---- | ---- | ---- | ---- | ---- | ---- | ---- | ---- | ---- |
| Počet obyvatel | 543  | 565  | 577  | 541  | 530  | 560  | 506  | 15   | 49   | 52   | 56   | 65   | 75   | 29   | 25   |
| Počet domů     | 68   | 77   | 76   | 83   | 75   | 80   | 84   | 21   | 21   | 9    | 10   | 11   | 12   | 12   | 11   |

## Obecní správa

### Územní příslušnost
- v letech 1850–1920 byla osada Fleky osadou obce Červené Dřevo, okres Klatovy[9]
- v roce 1921 patřila obec Fleky do okresu Klatovy[9]
- k 1. lednu 1948 patřila obec Fleky, osada Červené Dřevo, osada Šternov pod správní okres Klatovy, soudní okres Nýrsko, poštovní úřad, železniční stanice a nákladiště Nýrsko, stanice sboru národní bezpečnosti Chudenín. K 22. květnu 1947 bylo v obci Fleky sečteno 92 přítomných obyvatel[10]
- k 1. únoru 1949 patřila obec Fleky, osada Červené Dřevo, osada Šternov do okresu Klatovy, kraj Plzeňský[11]
- k 1. lednu 1950 patřila obec Fleky pod matriční úřad Místního národního výboru v Nýrsku[12], osada Šternov byla v roce 1950 přejmenovaná na Hvězda[4]
- k 1. červenci 1952 byla obec Fleky vedena jako samostatná obec[13]. V úředním listu ze dne 12. března 1955, částka 20 je však zveřejněna změna, že s platností od 10. září 1950 podle usnesení Rady okresního národního výboru v Klatovech ze dne 25. července 1950 byla obec Fleky sloučena do obce Chudenín, při čemž Fleky se stávají místní částí obce Chudenín.
- k 1. lednu 1955 byla osada Fleky částí obce Chudenín, osada Červené Dřevo byla místní částí obce Chudenín, osada Hvězda zanikla[14]
- k 1. červenci 1960 měla obec Chudenín tyto části : 1. Fleky, 2. Chudenín, 3.Liščí[15]

## Pamětihodnosti
V části Červené Dřevo se nachází pietně upravené zbytky kostela Bolestné Matky Boží, založeného roku 1676 Lamingarem z Albenreuthu. Kostel zanikl po druhé světové válce.

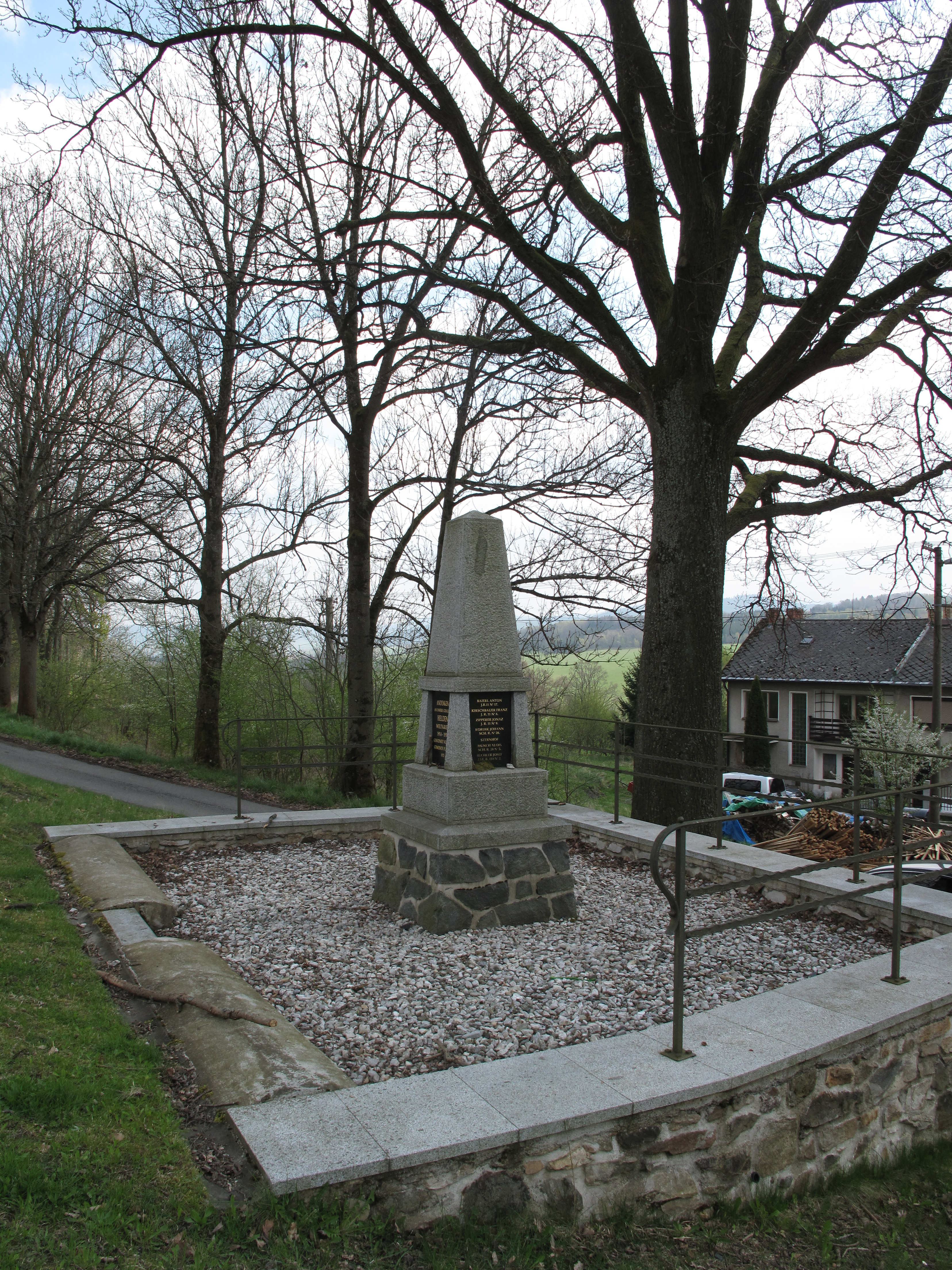
Pomník padlým
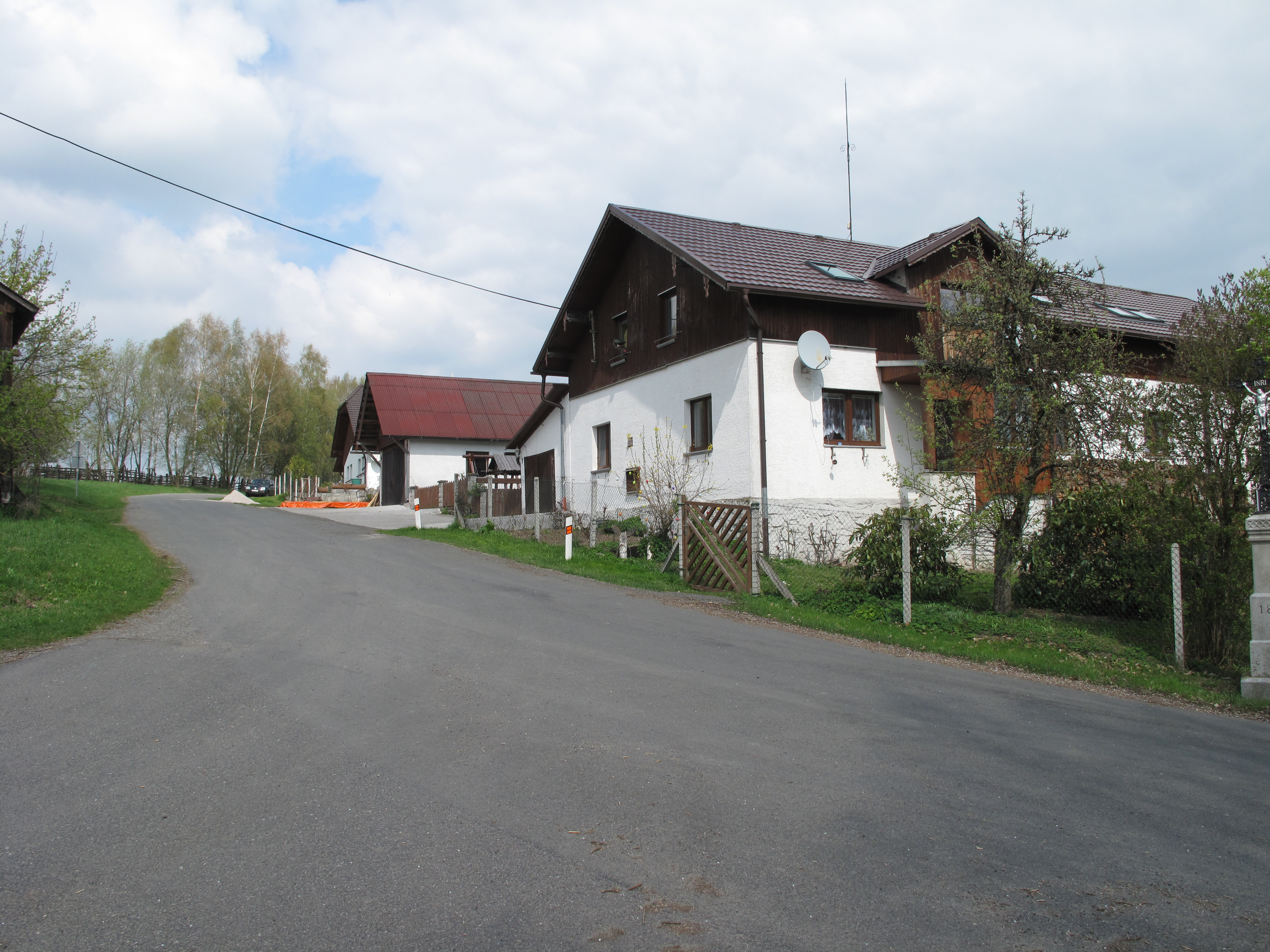
Domy v obci
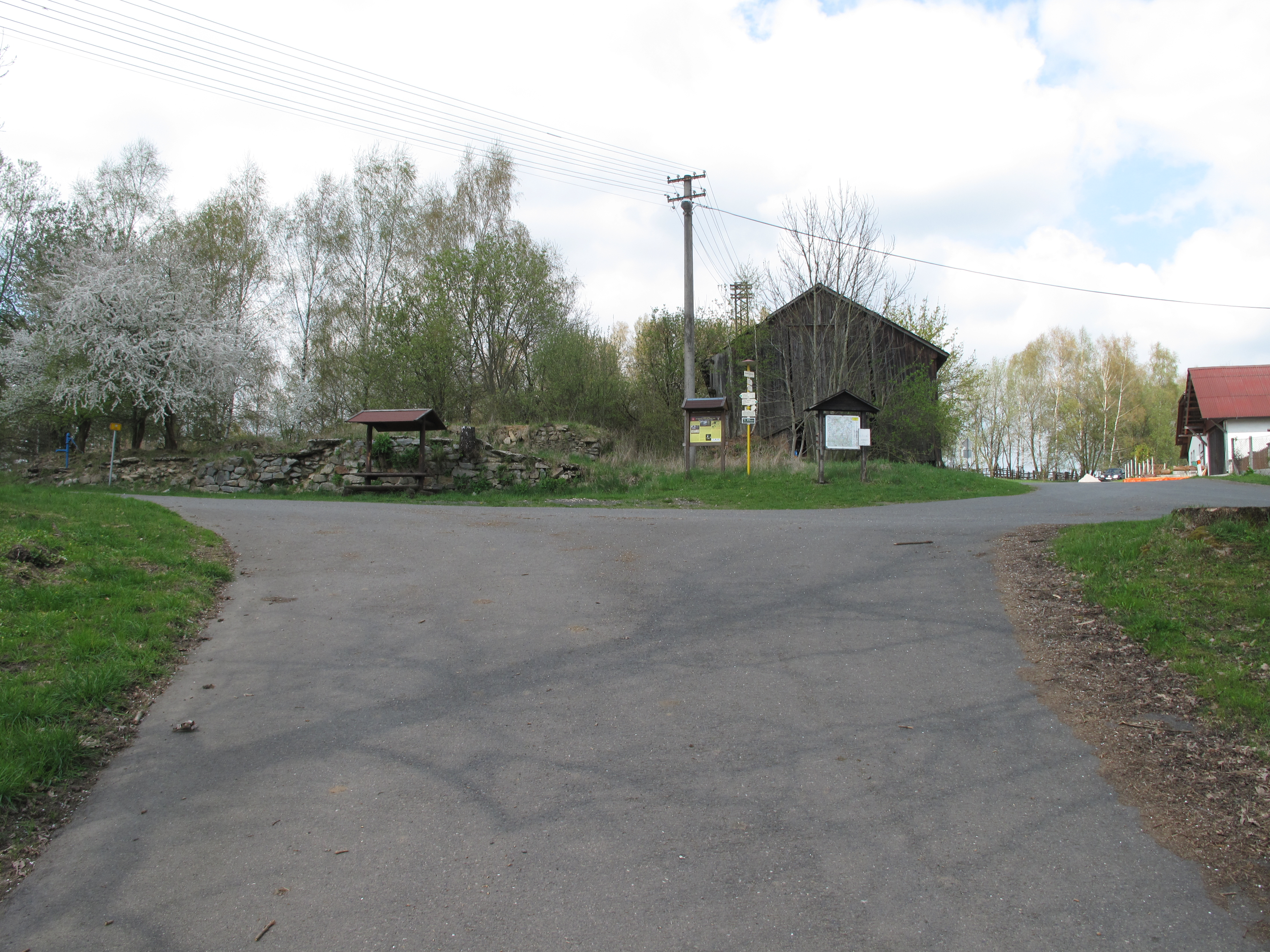
Křižovatka